# Zebre Rugby 2015-2016
Gianluca Romanini 

## Rosa

### Permit player
Di seguito elencati i permit player scelti per la stagione sportiva 2015-2016 dai club di Eccellenza ed Accademia FIR:
- Maicol Azzolini (MA) Fiamme Oro
- Mattia Bellini  (TQ) Petrarca
- Filippo Buscema (MA) Calvisano
- Tommaso Castello (CE) Calvisano
- Alberto Chiesa (CE) Calvisano
- Daniele Di Giulio (TQ) Calvisano
- Giuseppe Di Stefano (PL) Fiamme Oro
- Simone Marinaro (MM) Fiamme Oro
- Maxime Mbanda (FL) Calvisano
- Ian McKinley (MA) Viadana
- Gabriele Morelli (TL) Calvisano
- Matteo Panunzi (MM) Accademia FIR
- Fabio Semenzato (MM) Mogliano
- Michele Sutto (SL) Fiamme Oro
- Alessio Zdrilich (SL) Calvisano

## Pro12 2015-16

### Stagione regolare
| Incontro                 | Andata | Ritorno |
| ------------------------ | ------ | ------- |
| Cardiff Rugby — Zebre    | 61-13  | 15-26   |
| Newport G.D. — Zebre     | 13-0   | 22-47   |
| Zebre — Scarlets         | 8-20   | 12-20   |
| Connacht — Zebre         | 34-15  | 51-34   |
| Zebre — Edimburgo        | 19-11  | 0-29    |
| Ospreys — Zebre          | 36-3   | 39-22   |
| Zebre — Benetton         | 28-25  | 18-8    |
| Zebre — Glasgow Warriors | 14-43  | 10-70   |
| Zebre — Munster          | 12-16  | 0-47    |
| Leinster — Zebre         | 52-0   | 27-10   |
| Ulster — Zebre           | 32-0   | 47-17   |

#### Risultati della stagione regolare
| Posizione | G  | V | N | P  | PF  | PS  | DP   | B | Pt |
| --------- | -- | - | - | -- | --- | --- | ---- | - | -- |
| 11ª       | 22 | 5 | 0 | 17 | 308 | 718 | -410 | 4 | 24 |

## European Rugby Challenge Cup 2015-16

### Girone 4
| Incontro            | Andata | Ritorno |
| ------------------- | ------ | ------- |
| Gloucester — Zebre  | 23-10  | 14-11   |
| Zebre — Worcester   | 27-8   | 22-15   |
| La Rochelle — Zebre | 27-19  | 5-25    |

#### Risultati della fase a gironi
| Posizione | G | V | N | P | PF  | PS | DP  | B | Pt |
| --------- | - | - | - | - | --- | -- | --- | - | -- |
| 2ª        | 6 | 3 | 0 | 3 | 114 | 92 | +22 | 1 | 13 |